# Ermitage Saint-Dominique
L'ermitage Saint-Dominique (italien : Eremo di San Domenico) est un ermitage catholique situé dans la commune de Villalago, dans la province de L'Aquila et la région des Abruzzes, en Italie.